# Marcelle Parkes
Pour les articles homonymes, voir Parkes.
Pas d'image ? Cliquez ici

a Compétitions nationales et continentales officielles uniquement.

b Matchs officiels uniquement.
Dernière mise à jour le 23 juillet 2025.
Marcelle Parkes, née le 9 septembre 1997, est une joueuse internationale néo-zélandaise de rugby à XV. Elle évolue aux postes de troisième ligne aile ou de pilier gauche pour la franchise de Matatū dans le Super Rugby Aupiki.

## Biographie

### Carrière sportive
En 2018, Marcelle Parkes est l'une des vingt-huit premières joueuses mises sous contrat professionnel par la fédération néo-zélandaise de rugby à XV pour jouer avec les Black Ferns,. Elle fait ses débuts internationaux pour la Nouvelle-Zélande le 9 novembre contre la France à Toulon,.
Lors de la Women's Rugby Super Series 2019, elle joue contre le Canada, la France et l'Angleterre à San Diego,,.
En 2022, elle signe avec Matatū pour la saison inaugurale du Super Rugby Aupiki,,. Plus tard la même année, elle remporte la Farah Palmer Cup avec sa province de Canterbury.
En mars 2023, elle remporte le Super Rugby Aupiki (en) avec Matatū. Cette même année, elle est désignée capitaine de Canterbury. Le 23 septembre 2023, elle fait partie de l'équipe des Black Ferns XV (équipe réserve néo-zélandaise) qui affronte les Manusina XV (équipe réserve samoane) à Pukekohe en tant que remplaçante au poste de pilier gauche pour la première fois, un poste où elle vient d'être convertie,. Toutefois, elle subit une blessure avant ce match et déclare forfait.
En avril 2024, elle signe un nouveau contrat avec la fédération néo-zélandaise et fait son retour en sélection nationale lorsqu'elle est sélectionnée pour la Pacific Four Series 2024 en tant que pilier gauche,. Cette année-là, elle participe également au WXV.
Alors que son équipe va jusqu'en finale du Super Rugby Aupiki 2025, Marcelle Parkes déclare forfait sur blessure. Elle n'est pas sélectionnée pour la Pacific Four Series. Elle fait toutefois partie de l'équipe réserve qui part en tournée en Afrique du Sud.

### Vie privée
Marcelle Parkes est en couple avec le joueur de rugby à XV des Hurricanes Xavier Numia (en).

## Palmarès

### En franchise et province
- Vainqueur de la Farah Palmer Cup en 2022 avec Canterbury.
- Vainqueur du Super Rugby Aupiki en 2023 (en) avec Matatū.
- Finaliste du Super Rugby Aupiki en 2025.

### En équipe nationale
- Vainqueur de la Women's Rugby Super Series en 2019 avec l'équipe de Nouvelle-Zélande.